# Joachim Höflich
Joachim R. Höflich (* 1954) ist ein deutscher Kommunikationswissenschaftler.
Höflich ist Hochschullehrer für Kommunikationswissenschaft mit dem Schwerpunkt interpersonale Kommunikation und Medienintegration. Ein besonderer Schwerpunkt in seiner Forschung zur interpersonalen Kommunikation besteht in der Nutzung von Mobiltelefonie und deren Auswirkungen auf zwischenmenschliche Beziehungen und Kommunikation. Er wurde 1984 an der Universität Augsburg promoviert und 2002 an der Hochschule für Musik und Theater Hannover habilitiert.
Er war von 2002 bis 2020 Professor an der Universität Erfurt.